# 10-я Красноармейская улица
10-я Красноарме́йская улица — улица в Адмиралтейском районе Санкт-Петербурга. Проходит от Измайловского проспекта до Дровяной улицы.

## История названия
С середины XVIII века известно название улицы как 10-я Рота. Параллельно существовали названия 10-я Измайловская улица, 10-я Рота Измайловского полка.
Современное название 10-я Красноармейская улица присвоено 6 октября 1923 года в честь Красной Армии с целью утверждения советской терминологии и в противовес прежнему названию.

## История
Улица возникла в середине XVIII века, как улица для расположения 10-й роты Измайловского лейб-гвардии полка. 

«…велено на полки Гвардии, вместо казарм, построить слободы… со всяким поспешением в нынешнем 1740 году… Измайловскому назначили… строить за Фонтанкою, позади обывательских домов, зачав строить от самой проспективой, которая лежит Сарскому Селу (теперь Московский проспект) на правую сторону вниз по оной речке»— «О строении слобод для Измайловского полка», Указ императрицы Анны Иоановны от 2 мая 1740 года

## Достопримечательности
| Номер дома | Описание                                                                              | Архитектор                    | Дата постройки | Иллюстрация |  |
| ---------- | ------------------------------------------------------------------------------------- | ----------------------------- | -------------- | ----------- |  |
| 1          | Казармы лейб-гвардии Измайловского полка (солдатские). Сейчас — офисное здание        | Волков Ф. И.                  | 1799           |             |  |
| 2          | Казармы лейб-гвардии Измайловского полка (госпитальный корпус)                        | Волков Ф. И.                  | 1799           |             |  |
| 3б         | Общество вспоможения бедным прихода Троицкого собора лейб-гвардии Измайловского полка | А. М. Вишняков                | 1901           |             |  |
| 5          | Съезжий дом Нарвской части (Пожарное депо) 781721204580006                            | В. И. Беретти, А. Е. Штауберт | 1834           |             |  |
| 14         | Дом Э. Э. Арнольда                                                                    | В. В. Шауб                    | 1908           |             |  |

## География
Улица пересекает или граничит со следующими объектами:
- Измайловский проспект;
- Якобштадтский переулок;
- Лермонтовский проспект;
- Дровяная улица.